# Ib Ivan Larsen
Ib Ivan Larsen   (Kongens Lyngby, 1 d'abril de 1945) és un remer danès, ja retirat, que va competir durant les dècades de 1960 i 1970.
El 1968 va prendre part en els Jocs Olímpics d'Estiu de Ciutat de Mèxic, on va guanyar la medalla de bronze en la prova del dos sense timoner del programa de rem. Formà equip amb Peter Christiansen. En el seu palmarès també destaca una medalla de bronze al Campionat d'Europa de rem de 1969 en el dos sense timoner.